# Crotaphytus dickersonae
Crotaphytus dickersonae is een hagedis die behoort tot de familie halsbandleguanen (Crotaphytidae).

## Ontdekking, naamgeving en verwantschap
Deze leguaan werd in 1911 ontdekt door Charles Haskins Townsend (1859–1944) tijdens de Albatross-expeditie in de Golf van Californië. Het omschrijven van de door hem ontdekte 23 nieuwe soorten hagedissen liet hij over aan schrijfster en herpetologe Mary Cynthia Dickerson, waaraan de soort zijn wetenschappelijke soortnaam dankt. Dickerson was in haar tijd een beroemd herpetologe en schreef daarbij vele boeken over kikkers, hagedissen en insecten.
Door verdere studie zijn geleerden tot de ontdekking gekomen dat deze soort de lichaamsvorm heeft van de Crotaphytus insularis en de uiterlijke kenmerken van de halsbandleguaan (Crotaphytus collaris). Ondanks dat C. dickersonea genetisch meer weg heeft van C. collaris dan van de C. insularis gaat men ervan uit dat het hier een hybride vorm betreft van beide soorten. Verdere bestudering van deze soort is echter noodzakelijk.

## Uiterlijke kenmerken
De soort is te herkennen aan de drie banden in de nek, waarvan de middelste wit is en de buitenste zwart zijn. De basiskleur is kobaltblauw met witte stippen op de rug. Het mannetje bestaat geheel uit verschillende tinten blauw. Het vrouwtje is meer grijsblauw met groen tot gele poten en/of staart. Vooral door de verschillende dieptes in het blauw van het mannetje, wordt dit als de mooiste soort van de Crotaphytidae-familie gezien.
Het verschil in kleur is niet de enige manier om geslachtsonderscheid te maken. De kop, kaken en staartwortel van een mannetje zijn grover, dan wel dikker dan die van het vrouwtje, evenals de cloaca en de schubben daar rond. Bovendien zitten bij het vrouwtje aan beide zijdes van de cloaca donkere stippen.

## Levenswijze
Crotaphytus dickersonae is een echte bodembewoner, die bovendien een zeer snelle renner is en die hierbij het gebruik van alleen de achterpoten niet schuwt. Hij kan een gemeten snelheid van 26 km/h halen.
De hagedis is voornamelijk carnivoor en eet daarom bijna alleen insecten of andere hagedissen. Een enkele keer laat hij zich verleiden tot het nuttigen van een stukje fruit of andere vrucht. Zelf staat de halsbandleguaan op het menu van slangen en roofvogels.

## Voortplanting
Deze zeer actieve dieren gaan na de winterrust en het aansterken daarvan over tot de paartijd. Het vrouwtje geeft met rode tot feloranje strepen en stippen op haar flanken aan bevrucht te willen worden door een mannetje. Tijdens de paring is het gebruikelijk dat het mannetje het vrouwtje vastbijt in haar nek wat soms tot verwondingen kan leiden. Na de paring scheiden hun wegen en wanneer het vrouwtje na zo'n 4 weken het tijd vindt haar eieren te gaan leggen trekt ze zich terug in een hol onder de grond. Daar worden 5 tot 10 eieren in de vochtige grond afgezet, wat zich later in het seizoen herhaalt. Bij een gemiddelde temperatuur van zo'n 30 graden komen de eieren na zo'n 2 maanden uit.

## Verspreiding en habitat
De hagedis komt voor in een klein gebied in het noordwesten van het Sierra Madre-gebergte in Mexico. Vooral in het gebied rond Hermosillo en op het eiland Tiburon in de Golf van Californië wordt deze soort regelmatig waargenomen.
De habitat bestaat daarom uit stenige half-woestijn met hier en daar wat vegetatie. Deze halsbandleguaan houdt van warmte en zoekt met grote regelmaat een zonnig plekje op. 's Nachts trekt hij zich terug onder de grond om zichzelf tegen de sterke afkoeling te beschermen. Wanneer de winter aanbreekt trekt deze leguaan zich definitief terug onder de grond om daar zijn winterrust door te brengen. De leguaan eet dan maanden niets om dan weer te verschijnen als de lente aanbreekt.

## Beschermingsstatus
Door de internationale natuurbeschermingsorganisatie IUCN is de beschermingsstatus 'veilig' toegewezen (Least Concern of LC).